# Осман Букарі
Осман Букарі (англ. Osman Bukari, нар. 13 грудня 1998, Аккра) — ганський футболіст, нападник клубу  МЛС «Остін» та збірної Гани.

## Клубна кар'єра
Народився 13 грудня 1998 року в місті Аккра. Вихованець футбольної школи клубу «Аккра Лайонз», з якої на початку 2018 року був відданий в оренду до молодіжної команди бельгійського «Андерлехта».
Влітку 2018 року Осман уклав контракт зі словацьким «Тренчином». 29 липня дебютував у чемпіонаті Словаччини в матчі проти «Ружомберока», а за кілька днів до того, 26 липня, провів свою першу гру в єврокубках, вийшовши на заміну у другому таймі матчу відбіркового раунду Ліги Європи 2018/19 з польським «Гурником» (1:0). 23 лютого 2019 року відзначився першим забитим м'ячем за «Тренчин». Загалом відіграв за команду з Тренчина два сезони своєї ігрової кар'єри. Більшість часу, проведеного у складі «Тренчина», був основним гравцем атакувальної ланки команди, взявши участь у 54 іграх чемпіонату.
У вересні 2020 року ганець перейшов у бельгійський «Гент», підписавши трирічну угоду.
У серпні 2021 року на правах оренди перейшов до французького «Нанта».
В червні 2022 року Букарі перейшов до сербського клубу «Црвена Звезда», де грав наступні два роки. У травні 2024 року футболіст приєднався до клубу МЛС «Остін».

## Виступи за збірну
2018 року залучався до складу збірної Гани до 23 року, за яку зіграв у 3 офіційних матчах і забив 3 голи.
2021 року дебютував в офіційних матчах у складі національної збірної Гани.
| Дата      | Місто        | Господарі | Результат | Гості               | Турнір                                  | Голи | Примітки |
| --------- | ------------ | --------- | --------- | ------------------- | --------------------------------------- | ---- | -------- |
| 25-3-2021 | Йоганнесбург | ПАР       | 1 – 1     | Гана                | Відбір до Кубка африканських націй 2021 | -    | 46'      |
| 28-3-2021 | Кейп-Кост    | Гана      | 3 – 1     | Сан-Томе і Принсіпі | Відбір до Кубка африканських націй 2021 | -    | 46'      |
| 25-3-2022 | Кумасі       | Гана      | 0 – 0     | Нігерія             | Відбір до ЧС 2022                       | -    | 79'      |
| 29-3-2022 | Абуджа       | Нігерія   | 1 – 1     | Гана                | Відбір до ЧС 2022                       | -    | 73'      |
| 1-6-2022  | Кейп-Кост    | Гана      | 3 – 0     | Мадагаскар          | Відбір до Кубка африканських націй 2023 | 1    | 76'      |
| 5-6-2022  | Луанда       | ЦАР       | 1 – 1     | Гана                | Відбір до Кубка африканських націй 2023 | -    | 63'      |
| Усього    |              | Матчів    | 6         |                     | Голів                                   | 1    |          |

## Титули і досягнення
- Володар Кубка Франції (1):

«Нант»: 2021–22
- Чемпіон Сербії (2):

«Црвена Звезда»: 2022-23, 2023-24
- Володар Кубка Сербії (2):

«Црвена Звезда»: 2022-23, 2023-24